# Deportivo Toluca Premier
El Deportivo Toluca Premier fue un equipo de fútbol profesional que milita en la Liga Mexicana de Fútbol. Juega en la Liga Premier de México (Tercera División de México) - Serie B de México tras ascender de la Liga TDP. El Deportivo Toluca Fútbol Club Premier está afiliado al Deportivo Toluca F.C., que juega en la Liga MX. Los partidos se celebran en el Estadio Instalaciones de Metepec, en la ciudad de Metepec.

## Fundación
Tras una remodelación de la Liga Premier de Ascenso , que hizo que varios equipos que militan en la Liga MX y Liga de Ascenso MX tengan su equipo filiar con su nombre del primer equipo agregándole el Premier al nombre, así fue como se creó el Toluca Premier, el objetivo de este equipo filiar es hacer que los jugadores jóvenes crezcan y cuando estén listo subirlos al Primer Equipo

## Estadio
El Deportivo Toluca Premier jugaba de local en las Instalaciones de Metepec, que tiene capacidad de 1,000 Personas. Su primer partido como local en la Liga Premier de Ascenso de México fue contra los Potros UAEM que terminaron perdiendo 0-4.

## Desaparición
El 10 de junio de 2019 se oficializa la desaparición del Toluca Premier. Tras una amplia evaluación, se determino no participar en el próximo campeonato de la Liga Premier, dejando una breve pero rica historia, al conquistar el títulos de filiales en el torneo de Apertura 2017. Así fue anunciando el comunicado, confirmando al menos la no participación en la próxima temporada.

## Jugadores

### Palmarés
| Competición nacional de filiales | Títulos       | Subcampeonatos |
| -------------------------------- | ------------- | -------------- |
| Segunda división Serie A (1/0)   | Apertura 2017 |                |

## Temporadas
| Apertura 2015 | 3.Segunda LPA     | 14°. Grupo II |
| Clausura 2016 | 3.Segunda LPA     | 12°. Grupo II |
| Apertura 2016 | 3.Segunda LPA     | 3°. Grupo II  |
| Clausura 2017 | 3.Segunda LPA     | 9°. Grupo II  |
| Apertura 2017 | 3.Segunda Serie A | CAMPEÓN       |
| Clausura 2018 | 3.Segunda Serie A | 16°. Grupo II |
| 2018/2019     | 3.Segunda Serie A | 7°. Grupo II  |